# Albert Sundin
Albert Sundin född 10 september 1883  i Gudmundrå socken. Västernorrlands län, död 6 oktober 1972 var en redaktör och lokalpolitiker.
Som ung träarbetare och ordförande i socialdemokratiska Ungdomsklubben i  Frånö drogs han in i arbetskonflikt som ledde till att han dömdes till fängelse i åtta år.

## Sandö
1907 utvidgades en strejk vid Dals sågverk till Sandö där en sympatistrejk bröt ut. Strejkbrytare inkvarterades i baracker vid Sandö. Oroligheter ledde till demonstrationer och sågverket polisbevakades. På Kristi Himmelsfärdsdag den 9 maj 1907 åkte flera ungdomar från Frånö till Sandö. Bland dessa fanns Albert Sundin och hans kamrater bröderna Fritz Ferdinand Ståhl och Henning Ståhl. Albert Sundin hade sin revolver med.  Avståndet Frånö-Sandö är inte stort, några få kilometer, men Sandö var en ö utan fast landförbindelse. Under eftermiddagen försökte Albert och hans kamrater övertala strejkbrytarna att återvända hem, men strejkbrytarna visade att de inte tänkte hålla sina löften. Gruppen som sympatiserade med strejken samlades åter klockan 23 på kvällen. Det upphetsade sällskapet bröt sig in i strejkbrytarbarackerna.  Albert Sundin med dragen revolver.  Polis anländer och tumult uppstår. Albert Sundin tycker att han är förföljd av poliser och skjuter ett par skott i luften. Han får sedan höra att en polis ligger i ett skafferi och blöder. Sällskapet skingras. Länsman Anselm Borin fick den allvarligaste skadan, en träklamp hade träffat hans högra öga så illa att ögongloben skadats och senare måste opereras bort.  Albert Sundin och bröderna Ståhl flydde till Norge. Den 29 maj på förmiddagen hade polisen kommit ifatt rymlingarna. Återfärden gick till fängelset i Härnösand. 
Sågverken vid Sandö och Dal bevakades från 10 maj av  militär. På Sandö placerades 140 man och vid Dal 60. Antalet poliser ökade med ett tiotal fördelade på de olika ådalssamhällena. Därefter började häktningar till slut blev mer än 30 häktade. Rättegången blev för flera av de åtalade uppdelad på tre rannsakningstillfällen. Första rannsakningen hölls den 30 maj - 1 juni, den andra den 20 - 22 juni och den tredje, och för flertalet avgörande, 11-12 juli. De fackliga ledarna frikändes. Dom i huvudmålet föll den 12 juli 1907.Vid slutpläderingen hävdade åklagaren att det var fråga om ett upplopp och att detta var planerat av de fackliga ledarna. Försvararen menade att händelserna inte kan karaktäriseras som upplopp, han var villig att medge var att pojkarna gjort sig skyldiga till brott mot annans frihet. Avsikten hade bara varit att förmå strejkbrytarna att lämna Sandö.
Domstolen dömde efter bara tre timmars överläggning Albert Sundin, Fritz Ståhl och Henning Ståhl till  8 års straffarbete vardera, och av de övriga dömdes 17 till olika straff varierande mellan 8 års straffarbete och en lägst månads fängelse.
Albert Sundin benådades 1912 från sitt fängelsestraff.

## Redaktör för Örebro Läns Folkblad och lokalpolitiker
Sju år senare är Albert Sundin redaktör för den vänstersocialistiska tidningen Örebro Läns Folkblad. och samtidigt för Sörmlands Folkblad, som också redigerades i Örebro. Han blir sedan en respekterad lokalpolitiker i Kils kommun.
Politiska uppdrag i Kils socken :Ordförande i nykterhetsnämnden, ledamot av kommunalnämnden, kommunfullmäktige., fattigvårdsstyrelsen, och hälsovårdsnämnden, vice ordförande i skolstyrelsen., ledamot av arbetslöshetskommittén och valnämnden, ombud för statens bosättningslån i Kils socken.
Han var också författare till en rad verk av olika slag  Kanske främst 4 minnesskrifter om IOGT- förening, Folkets Hus i Lindesberg, Svensk byggnadsarbetarförbundet avdelning 16 och Örebro Arbetarkommun.

## Utgivna skrifter enligt Libris
- Fängelset. 1914
- Björkåsen / Albert Sundin 1924
- Vildvin : dikter.1928
- Vardagsfolk : folklivsskildringar 1932
- Örebro distriktsloge av I. O. G. T. : 1887-1937 1937
- Femtioårig facklig fejd : Avd. 16 av Svenska byggnadsträarbetareförbundet 1897-1947 minnesskrift Örebro 1947
- Historik över Folkets hus och Folkets park i Lindesberg 1908-1948 / av Albert Sundin.1948
- Örebro arbetarkommun 1898-1948 : Jubileumsskrift. 1948
- Sandöupploppet år 1907 / av Albert Sundin 1956 Ingår i: Andersson, Axel: För rättvisa, frihet och bröd : en krönika om Kramfors arbetarkommun. - 1956. ; S. 133-144
- Redaktör för Veckobladet för mellersta Sverige 1934-1935 Tidskrift[5]